# Agua lunar

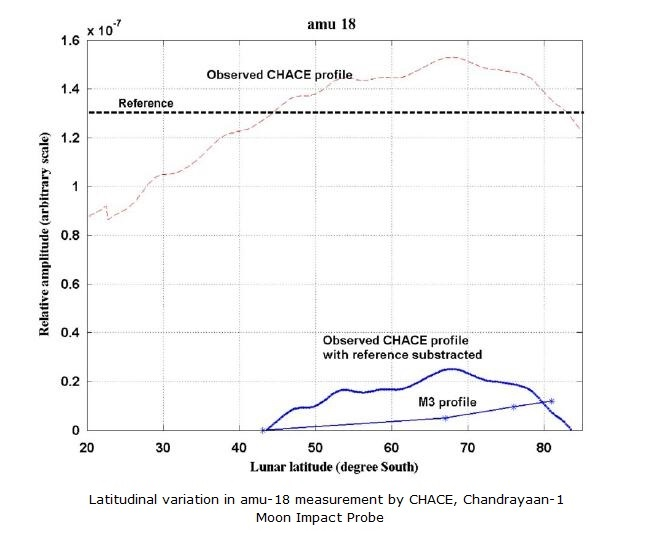
Evidencia directa de agua lunar en la atmósfera de Luna a través de Chandrayaan-1 Chandra Composición Altitudinal (CHACE) perfil de producción

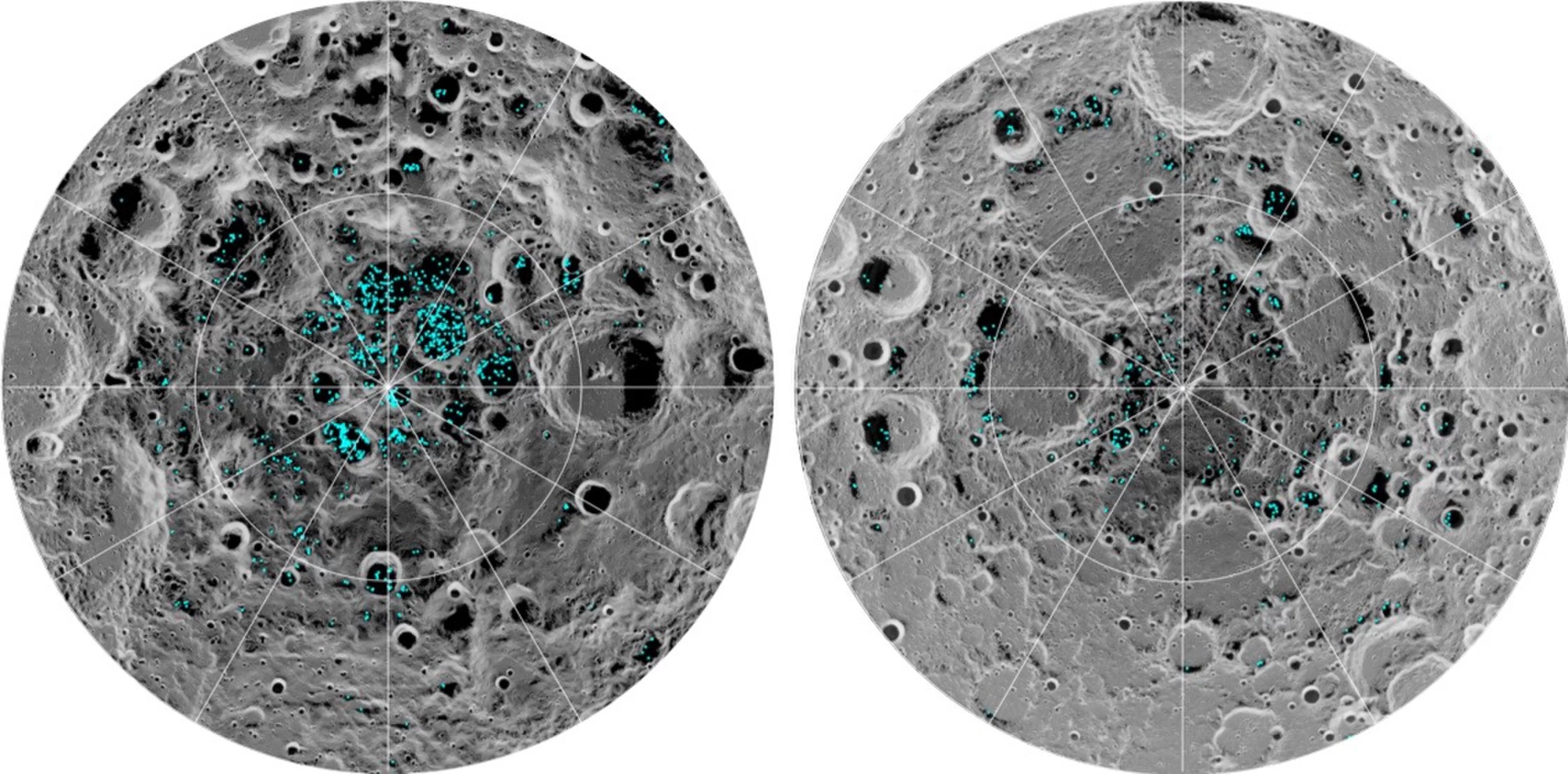
La imagen muestra la distribución del hielo de la superficie en el polo sur de la Luna (izquierda) y el polo norte (derecha), detectado por el instrumento Moon Mineralogy Mapper de la NASA.

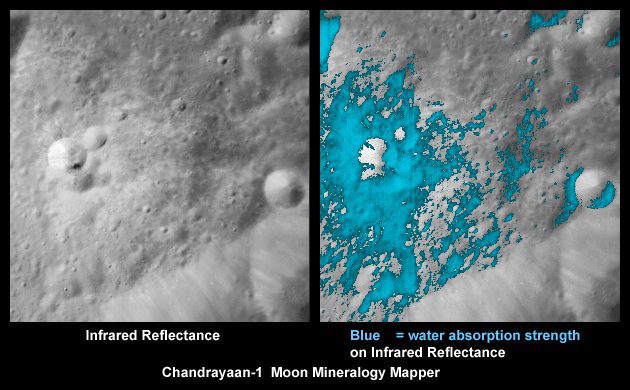
Estas imágenes muestran un cráter lunar muy joven en el lado de la Luna que se encuentra lejos de la Tierra, según lo visto por el equipo de Mapeado de Mineralogía de la Luna de Chandrayaan-1

El agua lunar es agua que está presente en la Luna. El agua líquida no puede persistir en la superficie de la Luna, y el vapor de agua es descompuesto por la luz solar, con hidrógeno rápidamente perdido en el espacio exterior. Sin embargo, desde la década de 1960 los científicos han conjeturado que el hielo de agua podría sobrevivir en cráteres fríos y permanentemente sombreados en los polos de la Luna. Las moléculas de agua también se detectan en la fina capa de gases por encima de la superficie lunar.
El agua (H2O) y el grupo hidroxilo químicamente relacionado (-OH) también pueden existir en formas ligadas químicamente como hidratos e hidróxidos a los minerales lunares (en lugar de como agua libre), y la evidencia sugiere fuertemente que esto es realmente el caso en los niveles bajos concentraciones sobre gran parte de la superficie de la Luna. De hecho, se calcula que el agua absorbida existe a concentraciones trazas de 10 a 1000 partes por millón. En 1978 se informó que las muestras devueltas por la sonda soviética Luna 24 contenían 0,1% de agua por muestra de masa. La evidencia inconclusa de hielo de agua libre en los polos lunares se acumuló a partir de una variedad de observaciones que sugieren la presencia de hidrógeno unido.
El 18 de noviembre de 2008, la sonda de impacto lunar fue liberada de la sonda de la India Chandrayaan-1 a una altura de 100 kilómetros (62 millas). Durante su descenso de 25 minutos, la sonda de impacto de la composición altitudinal de Chandra (CHACE) registró pruebas de agua en 650 espectros de masas reunidos en la delgada atmósfera por encima de la superficie de la Luna. En septiembre de 2009, la carga útil de la NASA Mapeo de Mineralogía Lunar a bordo de Chandrayaan-1 detectó el agua en la superficie lunar, y las líneas de absorción de hidroxilo en la luz solar reflejada. En noviembre de 2009, la NASA re-confirmó el agua en la luna con su sonda espacial LCROSS que detectó una cantidad significativa de grupo hidroxilo en el material lanzado desde un cráter polar sur por un impactador, esto puede atribuirse a los materiales que contienen agua - lo que parece ser "hielo cristalino casi puro". En marzo de 2010, se informó que el Mini-SAR a bordo de Chandrayaan-1 había descubierto más de 40 cráteres permanentemente oscurecidos cerca del polo norte de la Luna, que se supone que contienen aproximadamente 600 millones de toneladas métricas de hielo-agua.
El agua puede haber sido entregada a la Luna a través de los tiempos geológicos por el bombardeo regular de cometas acuáticos, asteroides y meteoroides o continuamente producidos in situ por los iones de hidrógeno (protones) del viento solar que afectan los minerales portadores de oxígeno.
La búsqueda de la presencia de agua lunar ha atraído considerable atención y ha motivado varias misiones lunares recientes, en gran parte debido a la utilidad del agua para hacer factible la habitabilidad lunar a largo plazo.
En agosto de 2018 se confirma por primera vez agua en forma de hielo en los polos de la luna

## Descubrimiento de agua lunar
El 24 de septiembre de 2009 la revista Science informó de que la Luna Mineralogía Mapper (M3) en la Organización de Investigación Espacial de la India (ISRO) Chandrayaan-1 había detectado el agua en la Luna. M3 detectó características de absorción cerca de 2.8-3.0 μm (0.00011-0.00012 pulgadas) sobre la superficie de la Luna. Para cuerpos de silicato, tales características se atribuyen típicamente a materiales que contienen hidroxilo y / o agua. En la Luna, la característica se ve como una absorción ampliamente distribuida que parece fuerte en latitudes más frías y en varios cráteres feldspáticos recientes. La falta general de correlación de esta característica en los datos M3 iluminados por el sol con datos de abundancia H del espectrómetro de neutrones sugiere que la formación y retención de OH y H2O es un proceso superficial en curso. Los procesos de producción de OH / H2O pueden alimentar las trampas frías del frío y hacer que el regolito lunar sea una fuente candidata de volátiles para la exploración humana.
El Mapper de la Mineralogía de la Luna (M3), un espectrómetro de imágenes, fue uno de los 11 instrumentos a bordo de Chandrayaan-1, cuya misión llegó a un final prematuro el 29 de agosto de 2009. M3 tenía como objetivo proporcionar el primer mapa mineral de la Toda la superficie lunar.
Los científicos lunares habían discutido la posibilidad de los depósitos del agua por décadas. Ahora están cada vez más "seguros de que el debate de décadas ha terminado", dice el informe. "La Luna, de hecho, tiene agua en todo tipo de lugares, no sólo encerrados en minerales, sino dispersos por toda la superficie rota y, potencialmente, en bloques o láminas de hielo a profundidad". Los resultados de la misión Chandrayaan también están "ofreciendo una amplia gama de señales acuosas". El 26 de octubre de 2020, la NASA confirma la existencia de agua en la superficie iluminada de la luna por medio de fotografías del avión/observatorio SOFIA en Clavius.

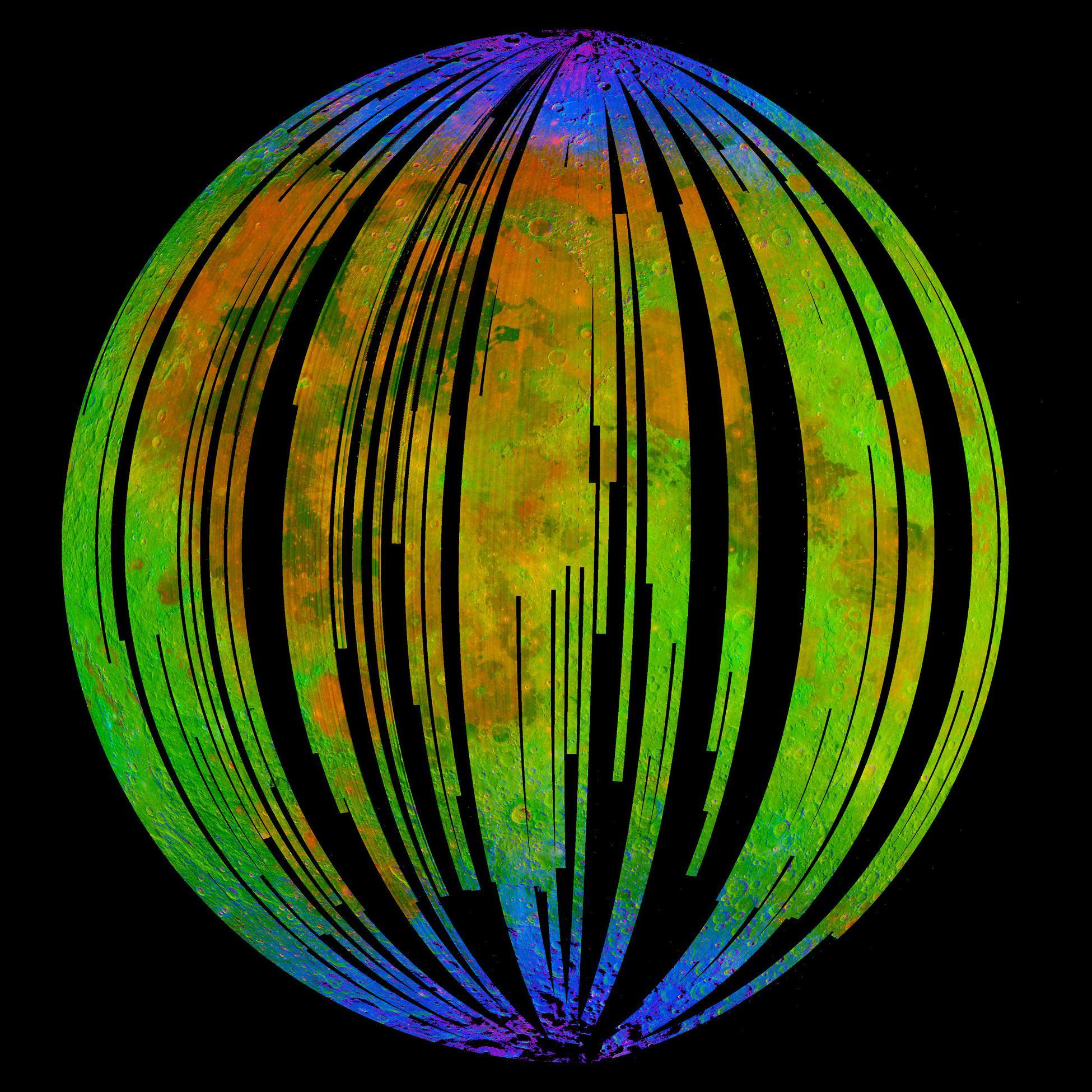
Imagen de la Luna tomada por la Luna Mineralogía Mapper. El azul muestra la firma espectral del hidróxido, el verde muestra el brillo de la superficie, medido por la radiación infrarroja reflejada del Sol y el rojo muestra un mineral llamado piroxeno.

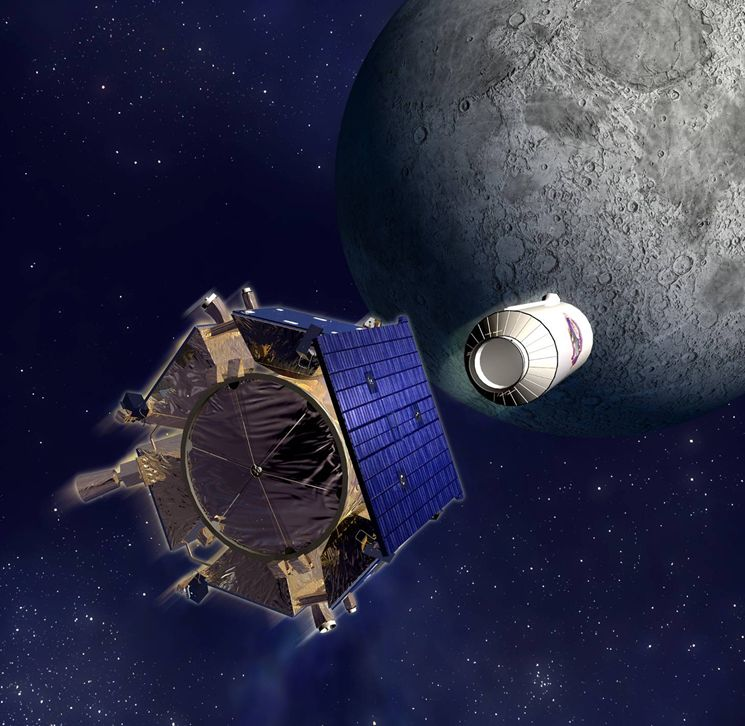
El viernes 9 de octubre de 2009, cuando la etapa superior gastada del lanzador Lunar Reconnaissance Orbiter de la NASA se estrelló contra el cráter lunar de Cabeus, la sonda LCROSS intentó detectar agua en la pluma de eyección antes de que también se estrellara contra la superficie lunar

## Usos
La presencia de cantidades grandes de agua en la Luna sería un factor importante en crear una zona habitable lunar  que sea costo efectiva, ya que transportar agua (o hidrógeno y oxígeno) desde la Tierra sería prohibitivamente costoso. Si futuras investigaciones encuentran que las cantidades son particularmente grandes, el hielo de agua podría ser extraído para proporcionar agua líquida para beber y propagación de la planta y el agua también podría dividirse en hidrógeno y oxígeno por centrales eléctricas equipadas con paneles solares o un generador nuclear, Proporcionando el oxígeno respirable así como los componentes del combustible del cohete. El componente de hidrógeno del hielo de agua también podría utilizarse para extraer los óxidos en el suelo lunar y cosechar aún más oxígeno.
El análisis del hielo lunar también proporcionaría información científica sobre la historia de impacto de la Luna y la abundancia de cometas y asteroides en el Sistema Solar interior temprano.

## Propiedad
El descubrimiento hipotético de cantidades utilizables de agua en la Luna puede plantear cuestiones legales sobre quién es el propietario del agua y quién tiene derecho a explotarla. El Tratado de las Naciones Unidas para el Espacio Ultraterrestre no impide la explotación de los recursos lunares, sino que impide la apropiación de la Luna por las naciones individuales y generalmente se interpreta que impide a los países reclamar la propiedad de los recursos in situ. Sin embargo, la mayoría de los expertos jurídicos están de acuerdo en que la prueba final de la cuestión surgirá a través de precedentes de actividad nacional o privada. Algunas compañías privadas como Shackleton Energy Company ya están afirmando su derecho a poseer los recursos que eliminan y / o se benefician de la Luna o de los asteroides a través de su propio esfuerzo, riesgo e inversión. El Tratado de la Luna estipula específicamente que la explotación de los recursos lunares debe ser gobernada por un "régimen internacional", pero este tratado no ha sido ratificado por ninguna de las principales naciones espaciales.